# Вуппер
Ву́ппер (нім. Wupper) — річка в Німеччині, права притока Рейну. На берегах річки знаходиться місто Вупперталь.
Річкова система річки — Рейн.